# Jesper Engström
Jesper Engström (Vörå, 24 aprile 1992) è un calciatore finlandese, difensore del VPS.

## Carriera
Ha giocato nella massima serie finlandese.